# بيلوكسي
بيلوكسي (مسيسيبي) (بالإنجليزية: Biloxi, Mississippi)‏ هي مدينة تقع في الولايات المتحدة في Harrison County. يقدر عدد سكانها بـ 44,578 نسمة ومساحتها 120.5 كم2 وترتفع عن سطح البحر 6 متر.

## التركيبة السكانية
حدّد مكتب تعداد الولايات المتحدة بيانات التركيبة السكانية لبيلوكسي في تعداد الولايات المتحدة. في ما يلي، التركيبة السكانية حسب تعدادي 2000 و2010.

### تعداد عام 2000
بلغ عدد سكان بيلوكسي 50,644 نسمة بحسب تعداد عام 2000، وبلغ عدد الأسر 19,588 أسرة وعدد العائلات 12,386 عائلة مقيمة في المدينة. في حين سجلت الكثافة السكانية 288.3 نسمة لكل كيلومتر مربع (746.7/ميل2). وبلغ عدد الوحدات السكنية 22,115 وحدة بمتوسط كثافة قدره 125.9 لكل كيلومتر مربع (326.1/ميل2).
وتوزع التركيب العرقي للمدينة بنسبة 71.43% من البيض و19.04% من الأمريكيين الأفارقة و0.49% من الأمريكيين الأصليين و5.11% من الأمريكيين ذوي الأصول الآسيوية و0.11% من سكان جزر المحيط الهادئ و1.43% من الأعراق الأخرى و2.38% من عرقين مختلطين أو أكثر و3.65% من الهسبانيون أو اللاتينيون من أي عرق.
بلغ عدد الأسر 19,588 أسرة كانت نسبة 34.7% منها لديها أطفال تحت سن الثامنة عشر تعيش معهم، وبلغت نسبة الأزواج القاطنين مع بعضهم البعض 44.6% من أصل المجموع الكلي للأسر، ونسبة 14% من الأسر كان لديها معيلات من الإناث دون وجود شريك، بينما كانت نسبة 4.6% من الأسر لديها معيلون من الذكور دون وجود شريكة وكانت نسبة 36.8% من غير العائلات. تألفت نسبة 30.1% من أصل جميع الأسر من عدة أفراد يعيشون في نفس المنزل ونسبة 10.6% كانت تتألف من شخص يعيش بمفرده يبلغ من العمر 65 عاماً أو أكثر. وبلغ متوسط حجم الأسرة المعيشية 2.42، أما متوسط حجم العائلات فبلغ 3.02.
بلغ العمر الوسطي للسكان 32.5 عاماً. وكانت نسبة 24.2% من القاطنين تحت سن الثامنة عشر، وكانت نسبة 9.5% بين الثامنة عشر والرابعة والعشرين عاماً، ونسبة 29.6% كانت واقعةً في الفئة العمرية ما بين الخامسة والعشرين والرابعة والأربعين عاماً، ونسبة 18.9% كانت ما بين الخامسة والأربعين والرابعة والستين، ونسبة 11.4% كانت ضمن فئة الخامسة والستين عاماً فما فوق. يوجد لكل 100 أنثى 96.2 ذكر، ويوجد لكل 100 أنثى في الثامنة عشر من عمرها فما فوق 94.0 ذكر.
بلغ متوسط دخل الأسرة في المدينة 34,106 دولارًا، أما متوسط دخل العائلة فبلغ 40,685 دولارًا. وكان متوسط دخل الذكور 28,046 دولارًا مقابل 21,267 دولارًا للإناث. وسجل دخل الفرد الخاص بالمدينة 17,809 دولارًا. وكانت نسبة 11.2% من العائلات ونسبة 14.6% من السكان تحت خط الفقر، وكان من هؤلاء نسبة 20.1% تحت سن الثامنة عشر ونسبة 11.7% في الخامسة والستين من العمر وما فوق.

### تعداد عام 2010
بلغ عدد سكان بيلوكسي 44,054 نسمة بحسب تعداد عام 2010، وبلغ عدد الأسر 17,104 أسرة وعدد العائلات 10,526 عائلة مقيمة في المدينة. في حين سجلت الكثافة السكانية 250.8 نسمة لكل كيلومتر مربع (649.6/ميل2). وبلغ عدد الوحدات السكنية 21,278 وحدة بمتوسط كثافة قدره 121.1 لكل كيلومتر مربع (313.6/ميل2).
وتوزع التركيب العرقي للمدينة بنسبة 68.39% من البيض و19.59% من الأمريكيين الأفارقة و0.50% من الأمريكيين الأصليين و4.43% من الأمريكيين ذوي الأصول الآسيوية و0.25% من سكان جزر المحيط الهادئ و3.77% من الأعراق الأخرى و3.07% من عرقين مختلطين أو أكثر و8.73% من الهسبانيون أو اللاتينيون من أي عرق.
بلغ عدد الأسر 17,104 أسرة كانت نسبة 31.4% منها لديها أطفال تحت سن الثامنة عشر تعيش معهم، وبلغت نسبة الأزواج القاطنين مع بعضهم البعض 39.9% من أصل المجموع الكلي للأسر، ونسبة 16.2% من الأسر كان لديها معيلات من الإناث دون وجود شريك، بينما كانت نسبة 5.4% من الأسر لديها معيلون من الذكور دون وجود شريكة وكانت نسبة 38.5% من غير العائلات. تألفت نسبة 31.2% من أصل جميع الأسر من عدة أفراد يعيشون في نفس المنزل ونسبة 9.6% كانت تتألف من شخص يعيش بمفرده يبلغ من العمر 65 عاماً أو أكثر. وبلغ متوسط حجم الأسرة المعيشية 2.40، أما متوسط حجم العائلات فبلغ 2.99.
بلغ العمر الوسطي للسكان 33.5 عاماً. وكانت نسبة 22% من القاطنين تحت سن الثامنة عشر، وكانت نسبة 14.9% بين الثامنة عشر والرابعة والعشرين عاماً، ونسبة 26.7% كانت واقعةً في الفئة العمرية ما بين الخامسة والعشرين والرابعة والأربعين عاماً، ونسبة 24.3% كانت ما بين الخامسة والأربعين والرابعة والستين، ونسبة 12.1% كانت ضمن فئة الخامسة والستين عاماً فما فوق. وتوزع التركيب الجنسي للسكان بنسبة 51.4% ذكور و48.6% إناث.

## المناخ
يظهر الجدول التالي التغييرات المناخية على مدار السنة لبيلوكسي:
| البيانات المناخية لـبيلوكسي       | البيانات المناخية لـبيلوكسي | البيانات المناخية لـبيلوكسي | البيانات المناخية لـبيلوكسي | البيانات المناخية لـبيلوكسي | البيانات المناخية لـبيلوكسي | البيانات المناخية لـبيلوكسي | البيانات المناخية لـبيلوكسي | البيانات المناخية لـبيلوكسي | البيانات المناخية لـبيلوكسي | البيانات المناخية لـبيلوكسي | البيانات المناخية لـبيلوكسي | البيانات المناخية لـبيلوكسي | البيانات المناخية لـبيلوكسي |
| الشهر                             | يناير                       | فبراير                      | مارس                        | أبريل                       | مايو                        | يونيو                       | يوليو                       | أغسطس                       | سبتمبر                      | أكتوبر                      | نوفمبر                      | ديسمبر                      | المعدل السنوي               |
| --------------------------------- | --------------------------- | --------------------------- | --------------------------- | --------------------------- | --------------------------- | --------------------------- | --------------------------- | --------------------------- | --------------------------- | --------------------------- | --------------------------- | --------------------------- | --------------------------- |
| الدرجة القصوى °ف (°م)             | 82 (28)                     | 80 (27)                     | 85 (29)                     | 91 (33)                     | 98 (37)                     | 102 (39)                    | 103 (39)                    | 104 (40)                    | 101 (38)                    | 94 (34)                     | 86 (30)                     | 80 (27)                     | 104 (40)                    |
| متوسط درجة الحرارة الكبرى °ف (°م) | 60 (16)                     | 63 (17)                     | 69 (21)                     | 76 (24)                     | 83 (28)                     | 88 (31)                     | 90 (32)                     | 90 (32)                     | 87 (31)                     | 79 (26)                     | 70 (21)                     | 62 (17)                     | 76 (25)                     |
| متوسط درجة الحرارة الصغرى °ف (°م) | 43 (6)                      | 46 (8)                      | 52 (11)                     | 60 (16)                     | 68 (20)                     | 74 (23)                     | 75 (24)                     | 75 (24)                     | 71 (22)                     | 61 (16)                     | 52 (11)                     | 45 (7)                      | 60 (16)                     |
| أدنى درجة حرارة °ف (°م)           | 10 (−12)                    | 14 (−10)                    | 22 (−6)                     | 30 (−1)                     | 45 (7)                      | 55 (13)                     | 60 (16)                     | 61 (16)                     | 45 (7)                      | 32 (0)                      | 25 (−4)                     | 9 (−13)                     | 9 (−13)                     |
| معدل هطول الأمطار إنش (مم)        | 5.07 (129)                  | 5.45 (138)                  | 6.11 (155)                  | 4.48 (114)                  | 4.57 (116)                  | 7.07 (180)                  | 7.13 (181)                  | 6.23 (158)                  | 5.58 (142)                  | 3.82 (97)                   | 4.75 (121)                  | 4.76 (121)                  | 65.02 (1٬652)               |
| المصدر:                           |                             |                             |                             |                             |                             |                             |                             |                             |                             |                             |                             |                             |                             |

## معرض صور

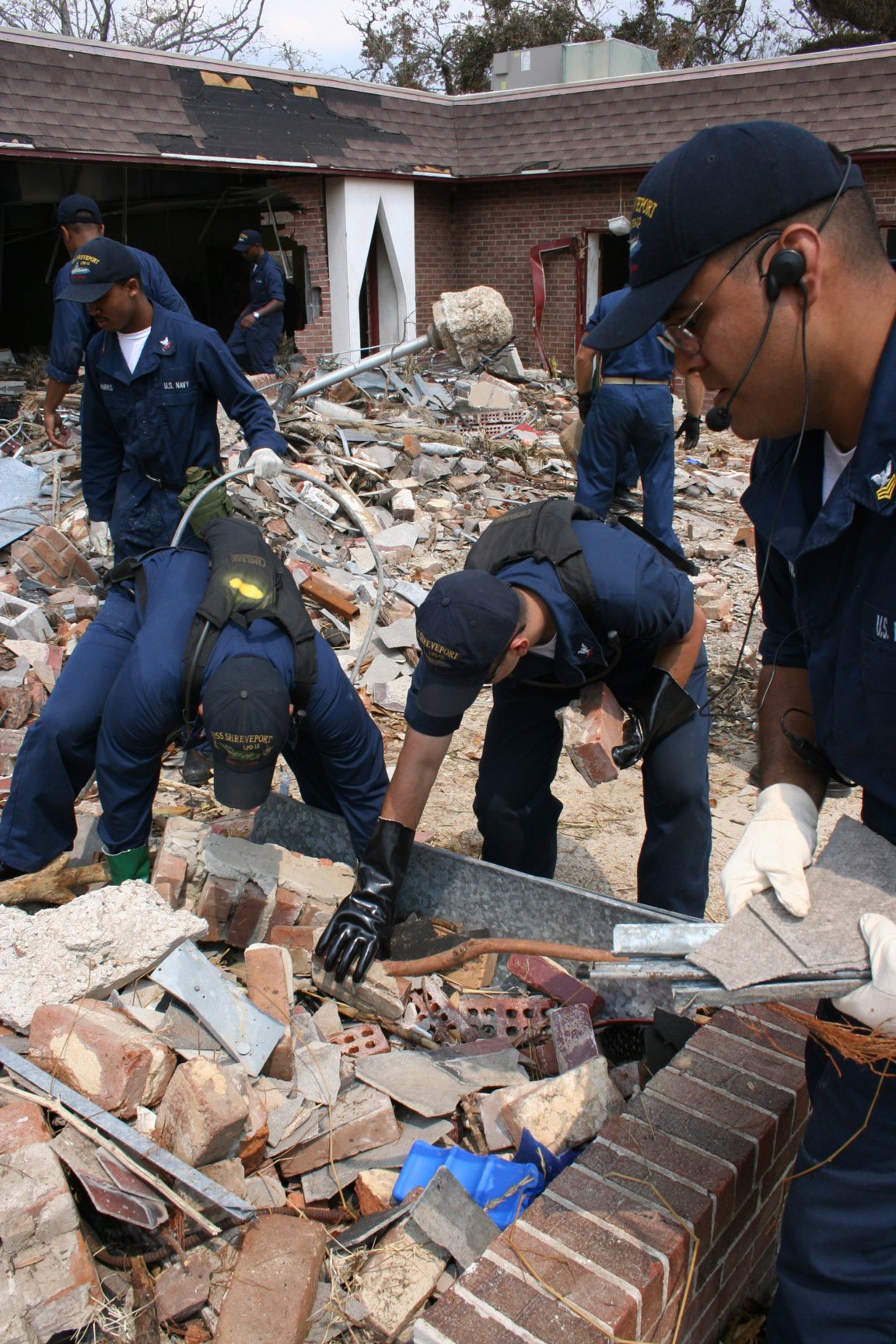
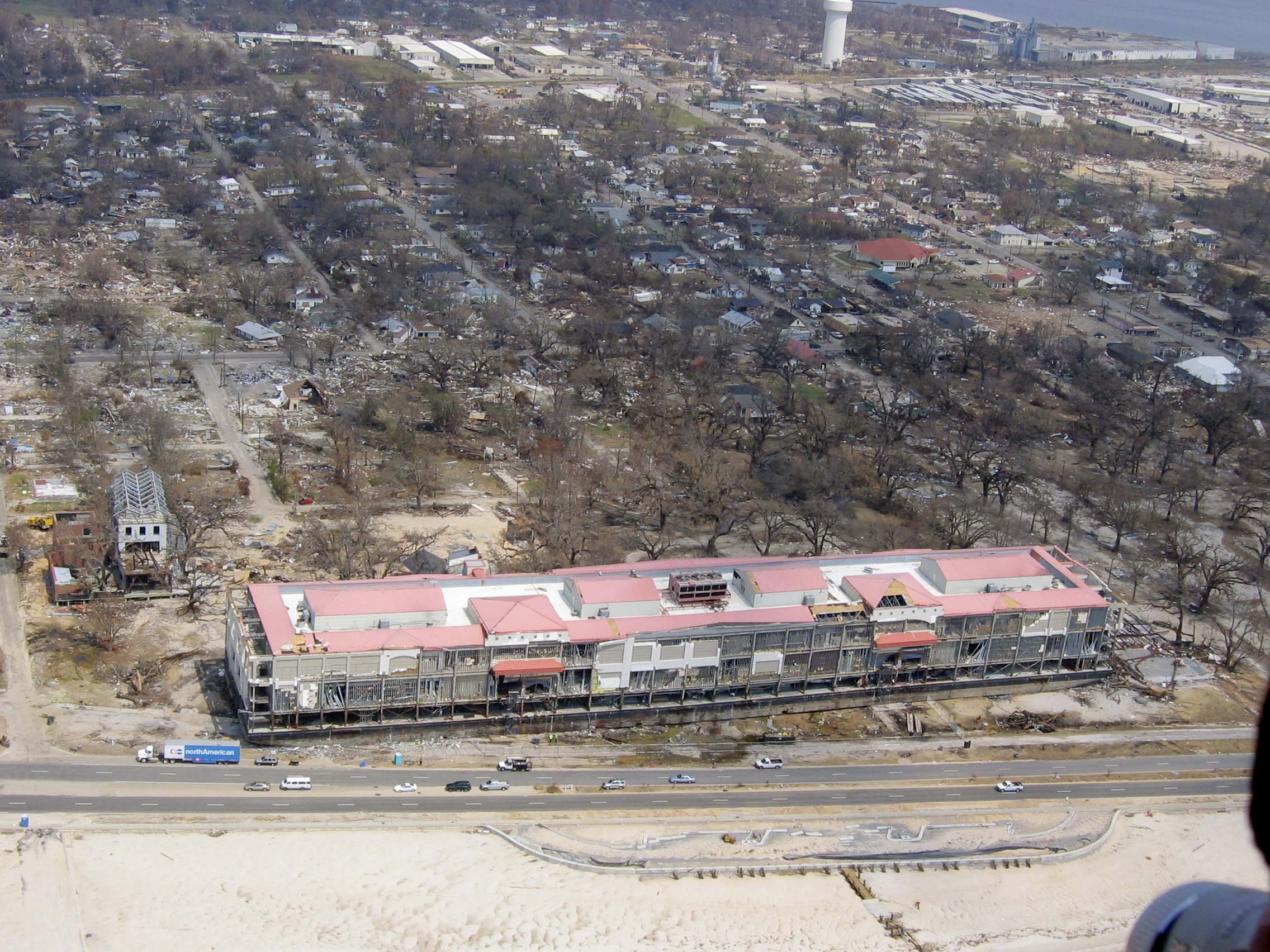
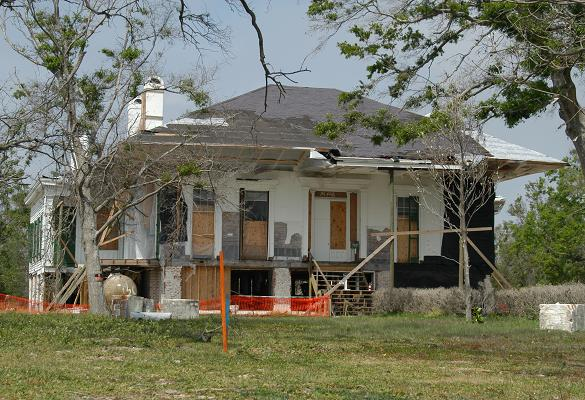
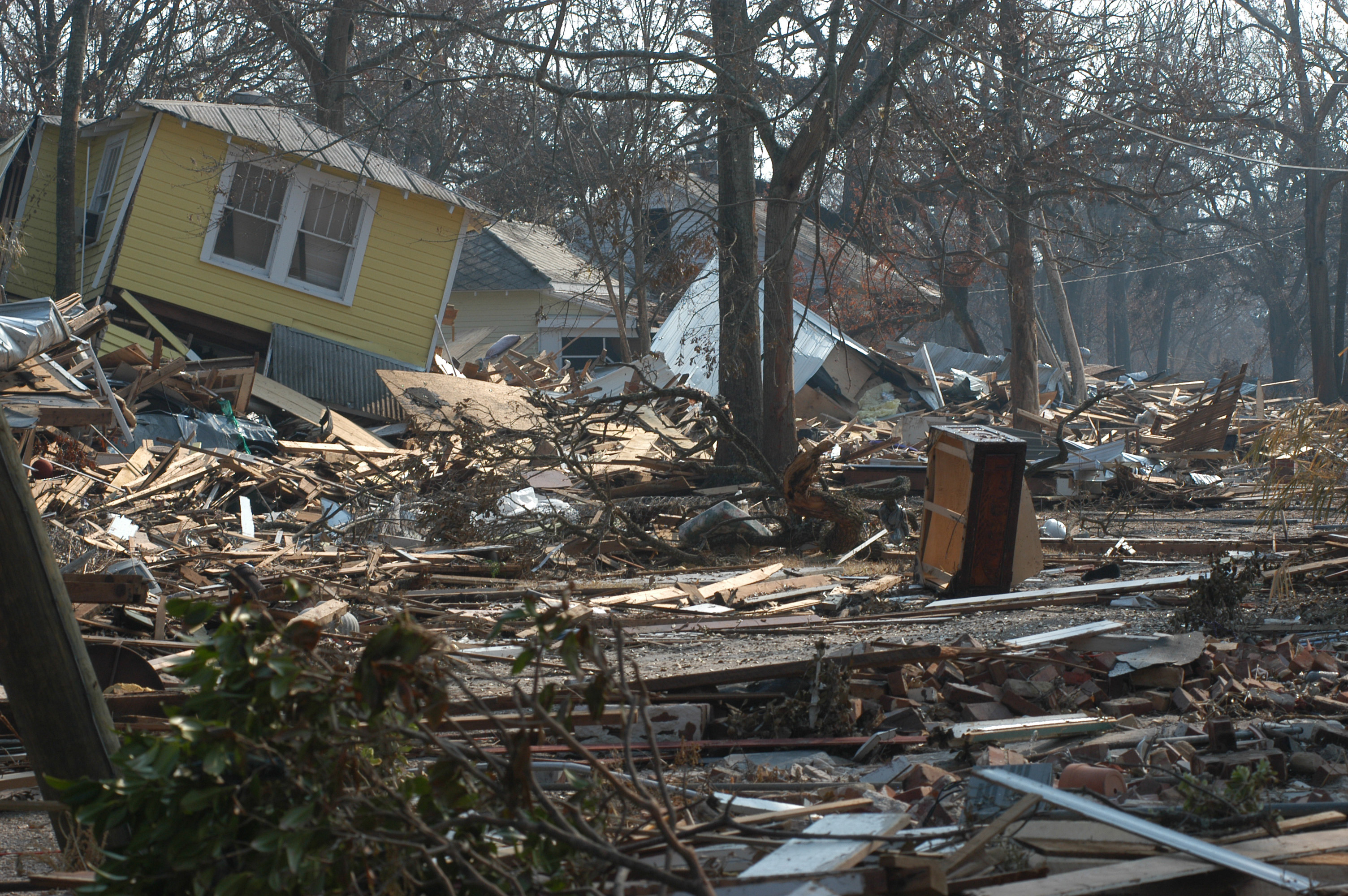
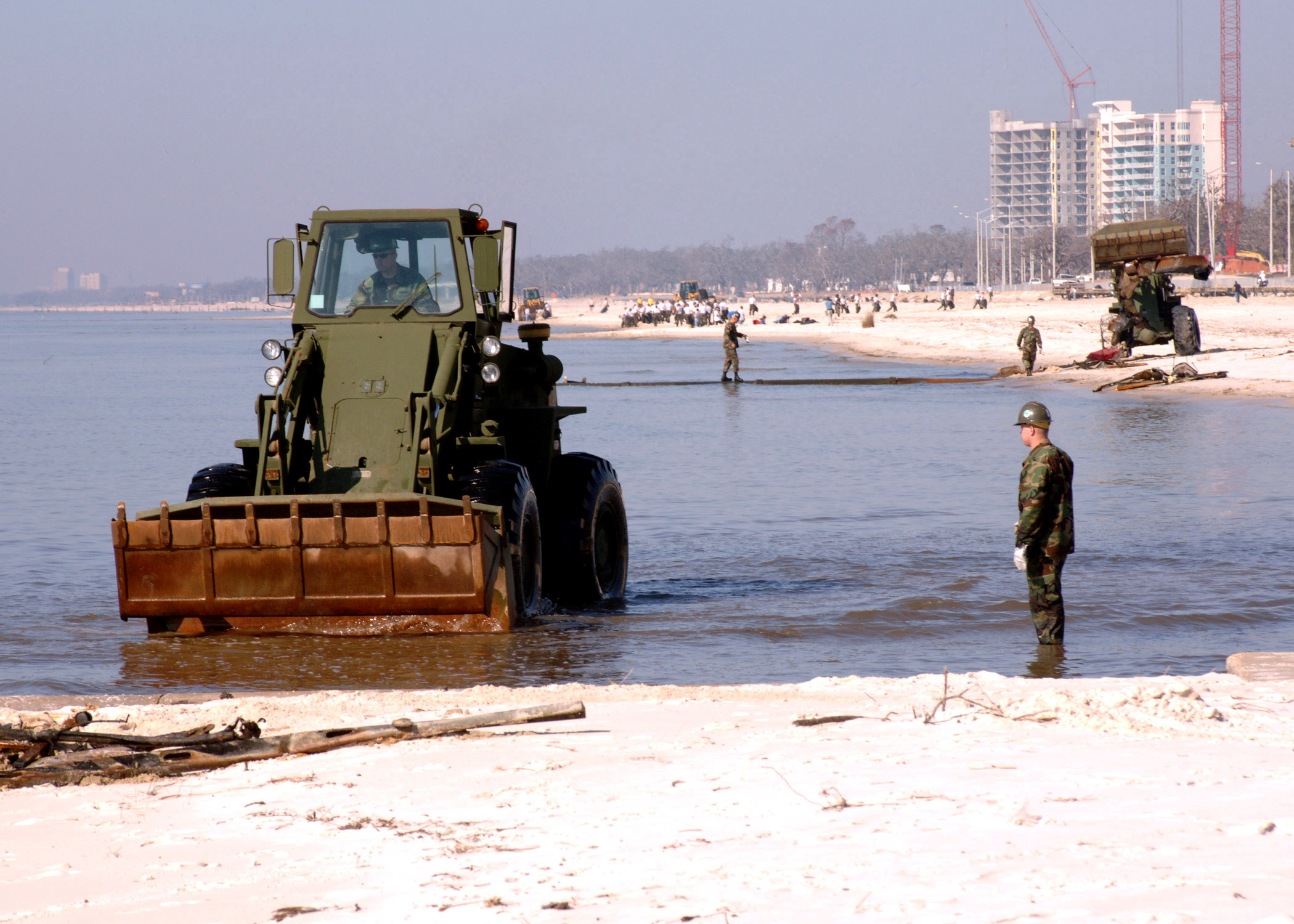

## أعلام
- فريد هايس
- إريك روبرتس
- والتر غوردون
- غاري كولينز
- مات بارلو
- دافي ويتني
- تشارلز درايدن
- الكسندر بي ستيوارت
- جوزيف ر. ديفيس
- أيزياه كنان
- لورا بايلي